# Phenix-Klasse
Die Phenix-Klasse (dt. Phönix) ist eine Klasse von Segel-Stückgutfrachtschiffen, die vom französischen Unternehmen TransOceanic Wind Transport (TOWT) in Auftrag gegeben wurden und betrieben werden. Die Schiffe sind mit rund 81 Metern Länge und einer Transportkapazität von 1100 Tonnen die zum Zeitpunkt der Betriebsaufnahme größten für den kommerziellen Handelsverkehr vorgesehenen Segelschiffe der Welt. Die als Zweimast-Schoner konstruierten Schiffe sind als Segelschiffe mit Hilfsantrieb konstruiert und können daher ganz ohne Motorunterstützung segeln, auch gegen den Wind. Bisherige Projekte zur Nutzung der Windkraft auf Frachtschiffen sahen meist nur Hilfssegel vor, etwa das Projekt SkySail.
Der CO2-Ausstoß der Phenix-Klasse soll um bis zu 90 % geringer als der von herkömmlichen Frachtschiffen sein.

## Schiffe
Die Anemos, das Typschiff der Klasse, lief 2023 vom Stapel und brach dann, nach einer Ausrüstungs- und Fertigstellungsphase, am 13. August 2024 zu seiner Jungfernfahrt von Concarneau nach New York City auf. An Bord waren über tausend Tonnen französische Spezialitäten, hauptsächlich Cognac und Champagner.
| Name     | Stapellauf    | Jungfernfahrt                                          | Bemerkungen          |
| -------- | ------------- | ------------------------------------------------------ | -------------------- |
| Anemos   | 18. Juli 2023 | 13. August 2024 ab Concarneau nach New York            | Typschiff der Klasse |
| Artemis  | 2024          | 10. September 2024 ab Phuket, Vietnam, Richtung Europa |                      |
| Atlantis |               |                                                        | in Bau               |

## Ziel
TOWT beabsichtigt, bis zu acht Schiffe der Klasse bauen zu lassen. Derzeit (August 2024) ist mit der Anemos das erste fertiggestellt, das zweite, die Artemis, wird in Vietnam ausgerüstet, das dritte ist bestellt. Die Schiffe sollen einen permanenten Linienbetrieb zwischen Frankreich, New York und Brasilien ermöglichen und dabei hauptsächlich Spezialitäten aus Europa nach Übersee und Kaffee zurück nach Europa transportieren. Die Nachfrage nach umweltfreundlichen Transportmitteln ist groß.